# Het mooiste meisje van de klas (VTM)
Het mooiste meisje van de klas is de Vlaamse versie van het gelijknamige Nederlandse televisieprogramma van AVROTROS. Het wordt uitgezonden door VTM en gepresenteerd door Staf Coppens. 
Hij gaat op zoek naar meisjes die in jaren zeventig en tachtig de mooiste van de klas waren. Hij zoekt uit hoe deze meisjes veranderd zijn in vrouwen en hoe hun leven er twintig jaar later uitziet. De eerste aflevering werd uitgezonden op 11 december 2008. In het eerste seizoen waren er acht afleveringen.